# World Team Trophy 2012
World Team Trophy 2012 – 2. edycja zawodów drużynowych w łyżwiarstwie figurowym, które odbywały się od 19 do 22 kwietnia 2012 w hali Yoyogi National Gymnasium w Tokio.
W zawodach wzięło udział 6 reprezentacji, zaś w skład każdej z nich wchodziło: dwóch solistów, dwie solistki, jedna para sportowa i jedna para taneczna. Zwyciężyła Japonia, srebro zdobyły Stany Zjednoczone, zaś brąz Kanada.
Pierwotnie zawody miały odbyć się od 14 do 17 kwietnia 2011 w Jokohamie, ale zostały przełożone ze względu na trzęsienie ziemi w Tōhoku.

## Medaliści

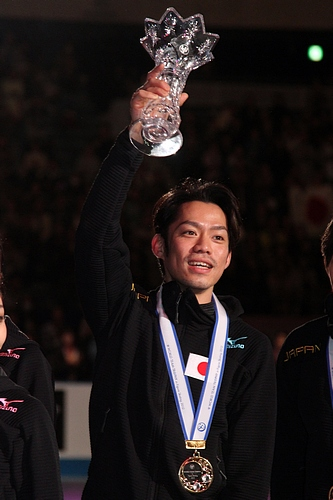
Reprezentant Japonii Daisuke Takahashi z pucharem (1. miejsce wśród solistów)

| Złoto | Srebro | Brąz |
| Japonia · Takahiko Kozuka · Daisuke Takahashi · Kanako Murakami · Akiko Suzuki · Narumi Takahashi / Mervin Tran · Cathy Reed / Chris Reed | Stany Zjednoczone · Jeremy Abbott · Adam Rippon · Gracie Gold · Ashley Wagner · Caydee Denney / John Coughlin · Meryl Davis / Charlie White | Kanada · Patrick Chan · Kevin Reynolds · Amélie Lacoste · Cynthia Phaneuf · Meagan Duhamel / Eric Radford · Tessa Virtue / Scott Moir |

## Składy reprezentacji

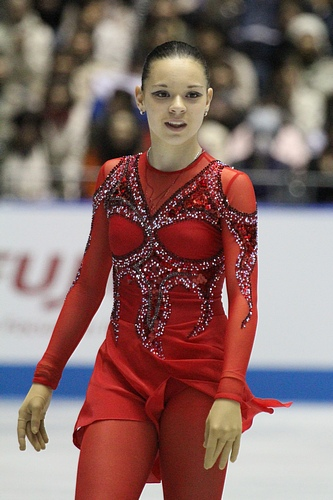
Reprezentantka Rosji Adelina Sotnikowa (4. miejsce wśród solistek)

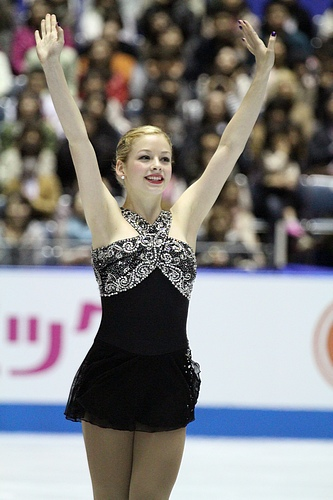
Reprezentantka Stanów Zjednoczonych Gracie Gold (5. miejsce wśród solistek)

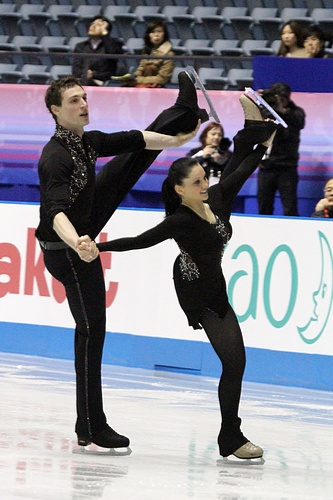
Reprezentanci Francji Darja Popowa / Bruno Massot (6. miejsce w parach sportowych)

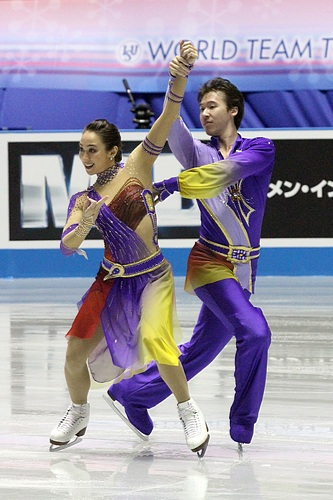
Reprezentanci Japonii Cathy Reed / Chris Reed (6. miejsce w parach tanecznych)

| Reprezentacja     | Soliści                           | Solistki                           | Pary sportowe                    | Pary taneczne                      |
| ----------------- | --------------------------------- | ---------------------------------- | -------------------------------- | ---------------------------------- |
| Francja           | Florent Amodio Brian Joubert      | Maé-Bérénice Méité Yretha Silete   | Darja Popowa / Bruno Massot      | Nathalie Péchalat / Fabian Bourzat |
| Japonia           | Takahiko Kozuka Daisuke Takahashi | Kanako Murakami Akiko Suzuki       | Narumi Takahashi / Mervin Tran   | Cathy Reed / Chris Reed            |
| Kanada            | Patrick Chan Kevin Reynolds       | Amelie Lacoste Cynthia Phaneuf     | Meagan Duhamel / Eric Radford    | Tessa Virtue / Scott Moir          |
| Rosja             | Żan Busz Maksim Kowtun            | Alona Leonowa Adelina Sotnikowa    | Wiera Bazarowa / Jurij Łarionow  | Jelena Iljinych / Nikita Kacałapow |
| Stany Zjednoczone | Jeremy Abbott Adam Rippon         | Gracie Gold Ashley Wagner          | Caydee Denney / John Coughlin    | Meryl Davis / Charlie White        |
| Włochy            | Paolo Bacchini Samuel Contesti    | Carolina Kostner Valentina Marchei | Stefania Berton / Ondřej Hotárek | Anna Cappellini / Luca Lanotte     |

## Wyniki

### Soliści
| Poz. | Zawodnik          | Reprezentacja     | Nota łączna | SP | SP    | FS | FS     | Pts. |
| ---- | ----------------- | ----------------- | ----------- | -- | ----- | -- | ------ | ---- |
| 1    | Daisuke Takahashi | Japonia           | 276,72      | 1  | 94,00 | 1  | 182,72 | 12   |
| 2    | Patrick Chan      | Kanada            | 260,46      | 2  | 84,69 | 2  | 170,65 | 11   |
| 3    | Brian Joubert     | Francja           | 239,64      | 4  | 84,69 | 4  | 154,95 | 10   |
| 4    | Florent Amodio    | Francja           | 238,33      | 5  | 81,84 | 3  | 156,49 | 9    |
| 5    | Jeremy Abbott     | Stany Zjednoczone | 234,37      | 3  | 86,98 | 7  | 147,39 | 8    |
| 6    | Takahiko Kozuka   | Japonia           | 225,30      | 8  | 73,61 | 5  | 151,69 | 7    |
| 7    | Adam Rippon       | Stany Zjednoczone | 222,73      | 7  | 74,93 | 6  | 147,80 | 6    |
| 8    | Kevin Reynolds    | Kanada            | 221,31      | 6  | 78,82 | 8  | 142,49 | 5    |
| 9    | Samuel Contesti   | Włochy            | 210,00      | 9  | 73,38 | 9  | 136,62 | 4    |
| 10   | Żan Busz          | Rosja             | 178,26      | 12 | 58,67 | 10 | 119,59 | 3    |
| 11   | Paolo Bacchini    | Włochy            | 173,85      | 10 | 62,26 | 11 | 111,59 | 2    |
| 12   | Maksim Kowtun     | Rosja             | 172,46      | 11 | 60,93 | 12 | 111,53 | 1    |

### Solistki
| Poz. | Zawodniczka        | Reprezentacja     | Nota łączna | SP | SP    | FS | FS     | Pts. |
| ---- | ------------------ | ----------------- | ----------- | -- | ----- | -- | ------ | ---- |
| 1    | Akiko Suzuki       | Japonia           | 187,79      | 2  | 67,51 | 2  | 120,28 | 12   |
| 2    | Carolina Kostner   | Włochy            | 185,72      | 1  | 69,48 | 3  | 116,24 | 11   |
| 3    | Ashley Wagner      | Stany Zjednoczone | 179,81      | 5  | 57,52 | 1  | 122,29 | 10   |
| 4    | Adelina Sotnikowa  | Rosja             | 169,69      | 6  | 56,12 | 4  | 113,57 | 9    |
| 5    | Gracie Gold        | Stany Zjednoczone | 169,65      | 4  | 59,07 | 5  | 110,58 | 8    |
| 6    | Kanako Murakami    | Japonia           | 159,62      | 3  | 63,78 | 8  | 95,84  | 7    |
| 7    | Alona Leonowa      | Rosja             | 153,71      | 9  | 50,92 | 6  | 102,79 | 6    |
| 8    | Valentina Marchei  | Włochy            | 152,59      | 8  | 53,52 | 7  | 99,07  | 5    |
| 9    | Maé-Bérénice Méité | Francja           | 144,15      | 11 | 48,57 | 9  | 95,58  | 4    |
| 10   | Amelie Lacoste     | Kanada            | 143,88      | 10 | 48,61 | 10 | 95,27  | 3    |
| 11   | Yretha Silete      | Francja           | 138,63      | 7  | 54,83 | 11 | 83,80  | 2    |
| 12   | Cynthia Phaneuf    | Kanada            | 126,95      | 12 | 45,99 | 12 | 80,96  | 1    |

### Pary sportowe
| Poz. | Zawodnicy                        | Reprezentacja     | Nota łączna | SP | SP    | FS | FS     | Pts. |
| ---- | -------------------------------- | ----------------- | ----------- | -- | ----- | -- | ------ | ---- |
| 1    | Wiera Bazarowa / Jurij Łarionow  | Rosja             | 180,70      | 2  | 62,02 | 1  | 118,68 | 12   |
| 2    | Meagan Duhamel / Eric Radford    | Kanada            | 177,62      | 4  | 59,27 | 2  | 118,35 | 11   |
| 3    | Narumi Takahashi / Mervin Tran   | Japonia           | 177,56      | 1  | 64,92 | 4  | 112,64 | 10   |
| 4    | Caydee Denney / John Coughlin    | Stany Zjednoczone | 175,98      | 5  | 58,93 | 3  | 117,05 | 9    |
| 5    | Stefania Berton / Ondřej Hotárek | Włochy            | 158,74      | 3  | 59,28 | 5  | 99,46  | 8    |
| 6    | Darja Popowa / Bruno Massot      | Francja           | 119,10      | 6  | 42,07 | 6  | 77,03  | 7    |

### Pary taneczne
| Poz. | Zawodnicy                          | Reprezentacja     | Nota łączna | SD | SD    | FD | FD     | Pts. |
| ---- | ---------------------------------- | ----------------- | ----------- | -- | ----- | -- | ------ | ---- |
| 1    | Meryl Davis / Charlie White        | Stany Zjednoczone | 183,36      | 1  | 72,18 | 1  | 111,18 | 12   |
| 2    | Tessa Virtue / Scott Moir          | Kanada            | 177,76      | 2  | 69,93 | 2  | 107,83 | 11   |
| 3    | Nathalie Péchalat / Fabian Bourzat | Francja           | 167,83      | 3  | 66,57 | 3  | 101,26 | 10   |
| 4    | Anna Cappellini / Luca Lanotte     | Włochy            | 162,00      | 4  | 63,70 | 4  | 98,30  | 9    |
| 5    | Jelena Iljinych / Nikita Kacałapow | Rosja             | 146,84      | 5  | 60,44 | 5  | 86,40  | 8    |
| 6    | Cathy Reed / Chris Reed            | Japonia           | 119,55      | 6  | 49,47 | 6  | 70,08  | 7    |

### Klasyfikacja końcowa
| Poz. | Reprezentacja     | Soliści | Solistki | Pary sportowe | Pary taneczne | Pts. |
| ---- | ----------------- | ------- | -------- | ------------- | ------------- | ---- |
| 1    | Japonia           | 12+7=19 | 12+7=19  | 10            | 7             | 55   |
| 2    | Stany Zjednoczone | 8+6=14  | 10+8=18  | 9             | 12            | 53   |
| 3    | Kanada            | 11+5=16 | 3+1=4    | 11            | 11            | 42   |
| 4    | Francja           | 10+9=19 | 4+2=6    | 7             | 10            | 42   |
| 5    | Rosja             | 3+1=4   | 9+6=15   | 12            | 8             | 39   |
| 6    | Włochy            | 4+2=6   | 11+5=16  | 8             | 9             | 39   |